# 成田市立津富浦小学校
成田市立津富浦小学校（なりたしりつ つぶうらがっこう）は、千葉県成田市津富浦にある公立小学校。

## 概要
成田市の東部、国道51号沿いに位置し、歴史も古く創立139年を迎えた。学区は、農業を主体とする地域で、台地上では畑作を広く展開し、近郊都市部にサツマイモ、ニンジンなどの農作物を供給している。大須賀川や天昌寺川流域の低地では、米作りが盛んな地域である。

## 沿革
- 1873年（明治6年）5月 - 津富浦区木浦成就院内に設立する。（児童数60名）
- 1883年（明治16年）4月 - 国民学校令により津富浦村立津富浦国民学校となる。
- 1889年（明治22年）4月 - 本大須賀村発足により本大須賀村立津富浦国民学校となる。
- 1902年（明治35年）7月 - 新田分教場の落成式を挙行する。
- 1942年（昭和17年）8月 - 村名変更により昭栄村立津富浦国民学校となる。
- 1947年（昭和22年）4月 - 6・3制実施により昭栄村立津富浦小学校となる。
- 1955年（昭和30年）4月 - 大栄町発足により大栄町立津富浦小学校となる。
- 1957年（昭和32年）4月 - 新田分校が大栄町立川上小学校として独立する。
- 2006年（平成18年）3月 - 市町合併により成田市立津富浦小学校となる。
- 2021年（令和3年）3月 - 成田市立大栄みらい学園に再編されて閉校。

## 学区
久井崎、稲荷山、中野、津富浦、松子、臼作、吉岡の一部、一坪田の一部

## 進学
- 成田市立大栄中学校
- 成田市の学校一覧